# 萊氏副仙女魚
萊氏副仙女魚，為輻鰭魚綱仙女魚目合齒魚亞目副仙女魚科的其中一種，分布於中西太平洋新喀里多尼亞海域，深度360-415公尺，體長可達13.2公分，尾鰭上下葉具有黑色條紋，背鰭軟條11枚;臀鰭軟條11枚，為深海底棲性魚類，棲息在底層水域，生活習性不明。

## 擴展閱讀
維基物種上的相關：萊氏副仙女魚